# 典鑰
典鑰（てんやく）とは、律令制において中務省に属した品官（ほんかん）である。和訓は「かぎのつかさ」。

## 職掌
『日本書紀』の持統天皇7年（693年）条に監物と共に初出しているため、飛鳥浄御原令期には存在したと考えられている。監物とともに中務省の倉庫の主鑰を管理していた。典鑰は毎朝参内して後宮十二司の闡司より鑰を受け取ってこれを保管し、必要に応じて監物に鑰を渡したり返納を受けたりして夕方にはまた闡司に返却した。
なお、典鑰は鑰の管理のみを担当し、典鑰から鑰を受け取った監物が鑰の開け閉めと出納の管理を行い、主鑰（大主鑰・少主鑰）が実際の出納を行うという役割分担が厳格にされていたとされている。

## 職員
- 大典鑰（従七位下）　2名
- 少典鑰（従八位上）　2名